# Norman Triplett

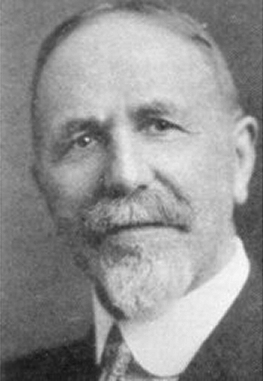
Norman Triplett

Norman D. Triplett (* 1. Oktober 1861 in Perry, Illinois; † 1934 in Manhattan, Kansas) war ein US-amerikanischer Psychologe.

## Leben
Triplett besuchte die Perry High School in seinem Geburtsort und das Illinois College in Jacksonville sowie später die Universität von Indiana. Im Jahr 1897 führte Triplett wahrscheinlich eines der ersten sozialpsychologischen Experimente überhaupt durch. (Da das Ringelmann-Experiment irgendwann zwischen 1882 und 1887 stattgefunden hat, gilt es heute als das erste sozialpsychologische Experiment überhaupt, auch wenn es erst 1913 publiziert wurde, also nach Tripletts Experimenten zu Social Facilitation.) Es gehört zu den klassischen Experimenten  zur Aktivierung und Leistungssteigerung in Anwesenheit anderer Personen. Triplett beobachtete, dass Radrennfahrer schneller sind, wenn sie im Wettbewerb gegen andere antreten, als wenn sie gegen die Uhr fahren (Social-Facilitation-Theorie sog. Schrittmacherphänomen). Drei Jahre später promovierte Triplett an der Clark University mit einer Arbeit über die Psychologie des Zaubertricks (The Psychology of Conjuring Deceptions). Triplett war Granville Stanley Hall zweiter Doktorand. 1931 schied er aus dem aktiven Dienst aus.  Im Jahre 1934 starb Triplett in einem Krankenhaus in Manhattan, Kansas. Norman Triplett und seine Frau Laura wurde auf dem Maplewood Memorial Friedhof in Emporia, Kansas begraben.

## Werke (Auswahl)
- The dynamogenic factors in pacemaking and competition, Indiana University, 1898, (Online-Version, PDF)
- The Psychology of Conjuring Deceptions, The American Journal of Psychology, Vol 11(4), Jul 1900, 439-510